# آل جماح
آل جماح هي إحدى قرى عزلة سرار بمديرية سرار التابعة لمحافظة أبين، بلغ تعداد سكانها 122 نسمة حسب تعداد اليمن لعام 2004.